# The Moon is Rising
«The Moon is Rising» — песня Латвийской певицы Саманты Тины, с которой она представляла Латвию на 65-м конкурсе песни «Евровидение», где не прошла в финал. Как сказала сама певица песня о Сильных женщинах, так же про то что женщины только своими руками могут надеть на себя корону, принять и полюбить себя. Для самой Саманты было очень трудно написать песню в столь короткие сроки, ведь из-за пандемии COVID-19 «Евровидение-2020» отменилось, и ей пришлось писать новую песню уже для «Евровидения-2021».